# Санта-Рита-ду-Арагуая
Санта-Рита-ду-Арагуая (порт. Santa Rita do Araguaia) — муниципалитет в Бразилии, входит в штат Гояс. Составная часть мезорегиона Юг штата Гояс. Входит в экономико-статистический микрорегион Судуэсти-ди-Гояс. Население составляет 8069 человек на 2016 год. Занимает площадь 1361,773 км2. Плотность населения — 5,08 человек/км2.

## История
Город основан в 1953 году.

## Статистика
- Валовой внутренний продукт на 2014 год составляет 129 010,00 реалов (данные: Бразильский институт географии и статистики)[1].
- Валовой внутренний продукт на душу населения на 2014 год составляет 16 627,11 реалов (данные: Бразильский институт географии и статистики)[1].
- Индекс человеческого развития на 2010 год составляет 0,475 (данные: Программа развития ООН)[2].